# Ток (Аљаска)
Ток (енгл. Tok) насељено је место без административног статуса у америчкој савезној држави Аљаска.

## Демографија
По попису из 2010. године број становника је 1.258, што је 135 (-9,7%) становника мање него 2000. године.
| Група             | 2000.         | 2010.       |
| Белци             | 1.076 (77,2%) | 961 (76,4%) |
| Афроамериканци    | 2 (0,1%)      | 8 (0,6%)    |
| Азијати           | 6 (0,4%)      | 5 (0,4%)    |
| Хиспаноамериканци | 29 (2,1%)     | 31 (2,5%)   |
| Укупно            | 1.393         | 1.258       |